# Astrid Nienhuis
Astrid Christine Nienhuis (Nijmegen, 9 april 1965) is een Nederlands juriste, politica en bestuurster. Ze is lid van de VVD. Sinds 1 april 2024 is ze directeur van het Instituut voor Veiligheid van de Hogeschool Utrecht.

## Levensloop
Nienhuis is geboren in een gezin met een vader, moeder en twee zussen. In haar jeugd heeft zij enige jaren in Engeland gewoond. Ze studeerde in 1992 af in de rechtsgeleerdheid aan de Universiteit Utrecht. Vanaf 1988 was ze daar enkele jaren werkzaam als student-assistent en later (na haar afstuderen) als toegevoegd docent. Tijdens haar studie was zij bovendien een jaar docent recht- en wetskennis aan de Slagersvakopleiding in Utrecht. Daarna ging ze werken bij een Nijmeegs advocatenbureau, waar ze vanaf 1993 als advocaat werkzaam was. Eind 1998 werd ze in Haarlem officier van justitie. In mei 2004 werd zij officier van justitie bij het Landelijk Parket Schiphol.
In 2006 kwam ze landelijk in het nieuws toen e-mails van haar met gevoelige informatie uitlekten. Later bleek het te gaan om een wraakactie van haar ex-vriend die op haar computer had ingebroken, voor welk feit hij in maart 2007 werd veroordeeld. Zelf zat ze ook een beetje fout omdat ze, tegen de regels van het Openbaar Ministerie (OM) in, de informatie onversleuteld doorgestuurd had naar haar privé-e-mailadres maar het OM besloot na onderzoek geen sanctie op te leggen.
In mei 2006 werd Nienhuis als officier van justitie verantwoordelijk voor de bestrijding van mensenhandel bij het Arrondissementsparket in Alkmaar, waarbij zij gezamenlijk optrok met het bestuur van Alkmaar. In mei 2009 werd zij advocaat-generaal bij het Gerechtshof Amsterdam. Een jaar later, mei 2010, werd ze daarnaast gemeenteraadslid voor de VVD in Velsen. Na de Provinciale Statenverkiezingen van 2023 werd Nienhuis door de BoerBurgerBeweging (BBB) gevraagd om te verkennen voor een vorming van een coalitie in Drenthe. Nienhuis adviseerde een coalitie van BBB, CDA, VVD en PvdA. Op 1 april 2024 werd Nienhuis directeur van het Instituut voor Veiligheid van de Hogeschool Utrecht.
Nienhuis heeft twee zonen. Sinds 2018 heeft zij een relatie met Anne Lize van der Stoel.

## Burgemeester
Met ingang van september 2011 volgde haar benoeming tot burgemeester van Landsmeer. In een vergadering op de vroege ochtend van 14 september 2012 zegde de gemeenteraad van Landsmeer het vertrouwen in Nienhuis echter op na een bestuursconflict. Deze beslissing leidde tot protest onder de plaatselijke bevolking. Op 26 september 2012 legde Nienhuis haar taken als burgemeester neer. Peter Tange, burgemeester van Wormerland, werd tot waarnemend burgemeester benoemd. Op 24 januari 2013 maakte Nienhuis bekend dat zij haar taken zou hervatten. Ondanks haar herbenoeming in 2017 is zij in januari 2018 afgetreden in verband met haar benoeming in Heemstede. In Landsmeer heeft Anne Lize van der Stoel Nienhuis opgevolgd als waarnemend burgemeester.
Op 19 oktober 2017 heeft de gemeenteraad van Heemstede Nienhuis voorgedragen om de nieuwe burgemeester te worden van deze gemeente.
Op 5 december 2017 werd bekendgemaakt dat de minister van Binnenlandse Zaken en Koninkrijksrelaties de voordracht heeft overgenomen en Nienhuis heeft laten benoemen per 17 januari 2018. Zij gaat niet op voor een tweede termijn als burgemeester van Heemstede en stopt derhalve per 17 januari 2024. Van 17 januari tot 9 maart van dat jaar was ze er nog waarnemend burgemeester.